# 新世紀國會辦公室
新世紀國會辦公室，簡稱新世紀辦公室，是臺灣政黨民主進步黨內派系之一，由張俊宏主導組成，在民進黨內的勢力較小，已於2001年4月解散。

## 歷史
新世紀國會辦公室由張俊宏主導成立，勢力不大，組織較不嚴密，發展也不是很成功。
1998年底，美麗島不少部分成員不滿民進黨黨主席許信良的大膽西進政策及主張民進黨與國民黨合作，以張俊宏為首的美麗島部分成員脫離美麗島、另組新世紀國會辦公室；1999年5月許信良退黨參選2000年中華民國總統選舉後，美麗島其他成員另組新動力國會辦公室，美麗島幾乎快結束運作。
1998年至2000年，黃明宗（黃華）擔任新世紀國會辦公室總顧問。
2000年5月26日，新世紀國會辦公室執行長林宜正表示，新世紀國會辦公室不願投入2000年民進黨主席選舉，新世紀辦公室關注的是黨務改造方案；各派系的黨主席候選人對黨務改造的方向如何，是新世紀辦公室是否給予支持的依據。
2001年4月，民主進步黨內初選結果揭曉，新世紀國會辦公室大敗。2001年4月2日晚間，新世紀國會辦公室決定停止運作，林宜正表示，新世紀辦公室一心想為執政的民進黨結合其他黨派立法委員，但是總統府及民進黨中央不見得重視，反而因為新世紀辦公室的存在而使張俊宏成為箭靶；因此，2001年4月1日晚間經過長考後，他們決定終止新世紀辦公室的運作，張俊宏未來將以個人及跨黨派的方式協助民進黨。

## 主要成員
- 張俊宏
- 蔡仁堅